# بازهای آزادی کردستان
بازهای آزادی کردستان (کردی: Teyrêbazên Azadiya Kurdistan) یک گروه انشعابی از حزب کارگران کردستان (پ‌ک‌ک) است. این گروه عبدالله اوجالان، رهبر زندانی حزب کارگران کردستان (پ.ک.ک) را رهبر خود می‌داند، اما معتقد است که این حزب از آرمان تأسیس دولت مستقل کردستان عقب‌نشینی کرده و به همین دلیل از این حزب جدا شده‌است. این گروه مسئولیت دو حمله انتحاری آنکارا در سال ۲۰۱۶ را پذیرفته است.
این حملات انتحاری در تاریخ های ۱۷ فوریه و ۱۳ مارس ۲۰۱۶ در آنکارا انجام شدند.

## عملیات
تعدادی از انفجارها و ترورهای انجام شده در سال‌های اخیر به این گروه نسبت داده شده یا از سوی این گروه بر عهده گرفته شده است؛ از جمله:
- ۱۰ ژوئیه ۲۰۰۵ - انفجار در شهر توریستی چشمه که به کشته شدن ۲۰ نفر منجر شد.
- ۱۶ ژوئیه ۲۰۰۵ - انفجار اتوبوس در شهر توریستی کوش‌آداسی ترکیه کمتر از یک هفته بعد از حمله شهر چشمه که منجر به کشته‌شدن ۵ تن شد.[۴][۵]
- ۵ آوریل ۲۰۰۵ - حمله به دفتر حزب حاکم عدالت و توسعه در شهر استانبول.[۶]
- ۲۸ آوریل ۲۰۰۶ - حمله به یک هتل واقع در مرمره که منجر به کشته‌شدن ۲ تن شد.
- ۲۸ اوت ۲۰۰۶ - انجام حمله مسلحانه در آنتالیا که منجر به کشته‌شدن ۴ تن شد.
- ژوئیه ۲۰۰۸ - بمب‌گذاری در دو مرکز تجاری در استانبول که از ۲۰۰۳ به بعد مرگبارترین حمله علیه غیرنظامیان بود[۷]
- ۲۲ ژوئن ۲۰۱۰ - انفجار اتوبوس نظامیان در استانبول در ژوئن ۲۰۱۰ که منجر به کشته‌شدن ۴ نظامی و یک غیرنظامی شد.[۸]
- ۳۱ اکتبر ۲۰۱۰ - انفجار انتحاری در محل استقرار پلیس در میدان تقسیم استانبول.[۹]
- ۲۰ سپتامبر ۲۰۱۱ - انفجار در منطقه قزل‌آی آنکارا که سه کشته و ۳۴ مجروح بر جای گذاشت.[۱۰]
- ۲۳ دسامبر ۲۰۱۵، شلیک چهار گلوله خمپاره به فرودگاه صبیحه‌گوکچن استانبول، در نتیجه این حمله دو نفر از کارکنان خدماتی فرودگاه مجروح شدند که یکی از آنها در اثر جراحات کشته شد و به طبق ادعای گروه خساراتی به تاسیسات فرودگاه و تعدادی هواپیما وارد شد.[۱۱]
- ۱۷ فوریه ۲۰۱۶ - انفجار انتحاری اتومبیل بمبگذاری شده در منطقه نظامی-حکومتی آنکارا که طی آن اتوبوس حامل نظامیان هدف گرفته شد و ۲۸ نظامی ترکیه و ۱ غیرنظامی کشته شدند.[۱۲]
- ۱۳ مارس ۲۰۱۶ - انفجار اتومبیل بمبگذاری شده در منطقه قزل‌آی آنکارا که طی آن ۳۷ نفر از جمله بمب‌گذار انتحاری کشته شدند.
- ۱۰ دسامبر ۲۰۱۶ - در اثر انفجار دو بمب در استانبول که یکی از آنها حمله انتحاری بود، دست کم ۳۸ نفر کشته و بیش از ۱۶۰ نفر زخمی شدند. این حملات در نزدیکی استادیوم ورزشی تیم بشیکتاش در مرکز شهر استانبول ترکیه در ساعات پایانی روز شنبه رخ داد. هدف حمله نیروهای ضدشورش پلیس ترکیه بودند.[۱۳]